# Deutsches Kupferinstitut
Das Kupferinstitut ist ein technisch-wissenschaftlicher Berufsverband der kupferverarbeitenden Industrie, der sich der Absatzförderung kupferhaltiger Produkte verschrieben hat.

## Geschichte
Das Deutsche Kupferinstitut wurde am 2. Februar 1927 in Berlin gegründet. Sein erster 1. Vorsitzender war der jüdische Fabrikant Siegfried Hirsch (1881–1953), der nach der Machtergreifung 1933 durch die Nationalsozialisten seinen Posten räumen musste. Die Gründung wurde durch eine finanzielle Unterstützung der Copper and Brass Association ermöglicht.

## Tätigkeiten
Das Kupferinstitut bietet Leistungen an, die sich von der klassischen Telefonberatung über die chemische Analyse von Kupferprodukten, die Schulung, die Forschung bis zur Stoffpolitik erstrecken.

### Beratung
Bei der Vielzahl an Anwendungen des Kupfers treten immer wieder Fragen zum Einsatz und Grenzen von Produkten auf, die entweder unentgeltlich am Telefon und bei weiterführenden Fragen auch schriftlich gegen Entgelt beantwortet werden.

### Laborleistungen
- Untersuchungen zur Zusammensetzung von Kupfer und Kupferlegierungen. Die Analyse zur Multielementbestimmung erfolgt mittels optischer Emissions-Spektrometrie per Funkenspektrometer zur Simultanuntersuchung aller Begleitstoffe im Kupfer.
- Die Struktur von Materialien und Bauteilen wird mittels Auflicht-Mikroskopie mit bis zu einer tausendfachen Vergrößerung bzw. Computertomographie, bei der Materialfehler ab 100 μm dargestellt werden können, durchgeführt. Noch genauere Untersuchungen erlaubt die Rasterelektronenmikroskopie.

- Untersuchung der mechanische Eigenschaften von kupferhaltigen Produkten hinsichtlich Festigkeit, Härte und Dauerschwingfestigkeit.
- Analyse der thermophysikalischen Eigenschaften hinsichtlich der Wärme- und Temperaturleitfähigkeit bis zu 500 °C.
- Beurteilung des Korrosionsverhaltens.

### Kupfer-Akademie
Das Kupferinstitut bietet Schulungen vom Grundlagenseminar bis zu Aufbauseminaren an. Daneben werden Tagungen und Workshops zu werkstoffwissenschaftlichen und anwendungsbezogenen Inhalten veranstaltet.

### Forschung
Das Kupferinstitut versteht sich als Plattform, um die verschiedenen Forschungseinrichtungen mit der Industrie zu vernetzen.

### Stoffpolitik
Im Rahmen von gesetzgeberischen Vorhaben berät das Kupferinstitut die Politik und Ministerien auf Bundes- und Europaebene.

## Institutsleitung

### Vorsitzender
(Quelle: )
- 1927–1933: S. Hirsch
- 1933–1945: H. Brucklacher
- 1945–1950: F. Warlimot
- 1951–1954: E. Schreiber
- 1955–1958: W. Koch

### Vorstand
(Quelle: )
- 1958–1967: W. Pagel
- 1968–1975: W. Eychmüller

### Vorsitzender
(Quelle: )
- 1976–1982: A. Hoyer
- 1982–1992: F. Schabel
- 1992–1995: N. Brodersen
- 1995–2001: P. Zabel
- 2001– : J. Hanisch
- –2018: Heiner Otten[3]
- 2015–2018: Werner T. Traa[4]
- 2018–2020: Jens Jacobsen[5]
- seit 2020: Andreas Flint[6]